# Saint-Avit, Drôme
 Saint-Avit  là một xã thuộc tỉnh Drôme trong vùng Auvergne-Rhône-Alpes ở đông nam nước Pháp. Xã Saint-Avit, Drôme nằm ở khu vực có độ cao 348 mét trên mực nước biển.